# Ghost band
Uma ghost band ("banda fantasma" em inglês) é, no caso das big bands de jazz, uma banda que se apresenta sob o nome original de um líder falecido. No caso do rock, sob uma definição relaxada, é uma banda que toca sob o nome da banda original cujos fundadores são falecidos ou deixaram a banda. Mas, no sentido mais estrito, uma ghost band está conectada de alguma forma a um líder falecido.